# معركة الناي
معركة الناي (الغرفة)
أكملَ الجيش البريطاني إحتلال مدينة بغداد في 11 آذار عام 1917 بقيادة الجنرال ستانلي مود، وكانوا قد دخلوها من باب المعظم في الساعة الرابعة عصرا، وكان الجو ممطرا كما ورد ذلك في مذكرات المس غيرترود بيل. وعلى الفور أنزلوا العلم التركي من المباني الحكومية في القشلة ورفعوا مكانه العلم البريطاني، ومما جاء في خطبة الجنرال ستانلي مود: أننا لم ندخل بلادكم أعداء فاتحين، بل دخلنها محررين.
بعد هزيمة الجيش العثماني وإنسحاب قسم من قواته إلى سامراء والقسم الآخر إلى ديالى متجها إلى كركوك لاحقته بعض القوات البريطانية حتى وصل الجيشان قضاء الخالص حيث وقعت معركة (الناي) الطاحنة التي ألحقت فيها القوات البريطانية هزيمة نكراء بقوات الجيش العثماني.
وبعد حين طلب االجنرال ستانلي مود حضور الشيخ محمود المراح التميمي رئيس ألبو ناصر من عشيرة العتاتبة في الخالص، إلى مقرهِ في بغداد، وحسب ما رواه الشيخ أن الجنرال مود كان مجتمعا بمجموعة من العراقيين من مختلف المستويات والطوائف. وبعد أن فَرغَ من الإجتماع وخرج الحاضرون مُحَمَلين بالهدايا وربما بعض المال أيضاً، أستدعاه مود وكان المترجم لبنانياً، فبادره مود بالسؤال عن المعركة التي دارت رحاها في الخالص على مقربة من قرية زنبور بين القوات البريطانية والقوات العثمانية، وبالتحديد في منطقة (الناي، الغرفة) في شرق طريق بغداد- كركوك، حيث وجود قلعة الشيخ ومضارب العشيرة، وطلب منه أن يصفها لهُ، فكان جواب الشيخ أن المعركة كانت على بعد ثلاثة كيلومترات عن قرية زنبور تقريباً، لكنهم كانوا يسمعون أصوات القذائف، وتبادل النيران وأن إثنين من جرحى العثمانين قد لجأوا إلى القرية واسعفوا وضمدت جروحهما بالطرق البسيطة ولم يعاودا الإلتحاق بقواتهما، وإنما رجعا إلى بغداد، وكان رد الجنرال ستانلي مود أن الجيش البريطاني لم يتكبد سوى إثنين من الجرحى أيضا. ثم سألهُ الجنرال مود عن سبب تأييده للعثمانيين ومناهضته للبريطانيين وكان جواب الشيخ أنهُ وعشيرته، في حقيقة الأمر، ليسوا على ود مع العثمانيين، ولا يفضلون محتل على محتل، وإن كان العثمانيون مسلمين، مما أغضب الجنرال مود ودخل معه في مشادة كلامية حادة اللهجة وعالية النبرة وقرر نفيه مع إبنه إلى الهند، خاصة وأن محمود المراح سبق وأن رفض الهبات التي قُدمت لهُ من قبلهم، وفي الحال أقتادهما جنود مود إلى السفينة التي كانت راسية على ضفاف نهر دجلة، تحت مقر القائد مود، وإنطلقت بهما إلى البصرة ومن هناك في سفينة أخرى إلى الهند وكان يرافق الشيخ محمود المراح إبنه حسن المراح وإنتهى بهما المطاف إلى الهند حيث أمضيا هناك زهاء الثلاث سنوات.
ويروي أهل القرية أنهم خرجوا إلى ساحة المعركة بعد سكوت المدافع، وإنتهاء المعركة، وإنسحاب  القوات التركية بإتجاه كركوك، وبدأوا يجمعون مخلفات المعركة من بنادق وعتاد ولكثرتها، كانت متناثرة على مساحة واسعة من الأرض، ويُستدل من ذلك أن الجيش العثماني كان قد تكبد خسائر فادحة في الأرواح والسلاح، إذ أن كل فرد من القرية عاد مثقلاً كاهله بحزمةِِ من البنادق التركية.